# Svyatoslavite
La svyatoslavite è un minerale appartenente al gruppo del feldspato.